# Campeonato Mundial de Esgrima de 2005
O Campeonato Mundial de Esgrima de 2005 foi a 67ª edição do torneio organizado pela Federação Internacional de Esgrima (FIE) entre os dias 9 de outubro a 15 de outubro de 2005. O evento foi realizado em Leipzig, Alemanha.

## Resultados
Os resultados foram os seguintes.
Masculino
| Evento             | Ouro                                                                                   | Prata                                                                       | Bronze                                                                          |
| Espada individual  | Rússia · Pavel Kolobkov                                                                | França · Fabrice Jeannet                                                    | Países Baixos · Bas Verwijlen                                                   |
| Espada individual  | Rússia · Pavel Kolobkov                                                                | França · Fabrice Jeannet                                                    | Noruega · Claus Mørch                                                           |
| Espada por equipe  | França · Érik Boisse · Ulrich Robeiri · Fabrice Jeannet · Jérôme Jeannet               | Alemanha · Daniel Strigel · Martin Schmitt · Sven Schmid · Jörg Fiedler     | Ucrânia · Dmytro Chumak · Dmitriy Karuchenko · Maksym Khvorost · Vitaly Osharov |
| Florete individual | Itália · Salvatore Sanzo                                                               | China · Zhang Liangliang                                                    | Rússia · Andrei Deev                                                            |
| Florete individual | Itália · Salvatore Sanzo                                                               | China · Zhang Liangliang                                                    | França · Nicolas Beaudan                                                        |
| Florete por equipe | França · Victor Sintès · Nicolas Beaudan · Erwann Le Péchoux · Brice Guyart            | Itália · Andrea Baldini · Andrea Cassarà · Salvatore Sanzo · Simone Vanni   | Alemanha · Dominik Behr · Ralf Bissdorf · Peter Joppich · Benjamin Kleibrink    |
| Sabre individual   | Roménia · Mihai Covaliu                                                                | Rússia · Stanislav Pozdnyakov                                               | Ucrânia · Oleh Shturbabin                                                       |
| Sabre individual   | Roménia · Mihai Covaliu                                                                | Rússia · Stanislav Pozdnyakov                                               | Rússia · Aleksey Yakimenko                                                      |
| Sabre por equipe   | Rússia · Aleksey Dyachenko · Aleksey Frosin · Stanislav Pozdnyakov · Aleksey Yakimenko | Itália · Andrea Aquili · Aldo Montano · Gianpiero Pastore · Luigi Tarantino | França · Vincent Anstett · Nicolas Lopez · Julien Pillet · Boris Sanson         |

Feminino
| Evento             | Ouro                                                                                     | Prata                                                                                     | Bronze                                                                           |
| Espada individual  | Polónia · Danuta Dmowska                                                                 | Estónia · Maarika Võsu                                                                    | França · Laura Flessel-Colovic                                                   |
| Espada individual  | Polónia · Danuta Dmowska                                                                 | Estónia · Maarika Võsu                                                                    | Canadá · Sherraine Mackay                                                        |
| Espada por equipe  | França · Sarah Daninthe · Laura Flessel-Colovic · Hajnalka Kiraly Picot · Maureen Nisima | Hungria · Julianna Révész · Emese Szász · Hajnalka Toth · Adrienn Hormay                  | Alemanha · Monika Sozanska · Imke Duplitzer · Britta Heidemann · Claudia Bokel   |
| Florete individual | Itália · Valentina Vezzali                                                               | Alemanha · Anja Müller                                                                    | França · Adeline Wuillème                                                        |
| Florete individual | Itália · Valentina Vezzali                                                               | Alemanha · Anja Müller                                                                    | Hungria · Edina Knapek                                                           |
| Florete por equipe | Coreia do Sul Lee Hyun-sun Jung Gil-ok Nam Hyun-hee Seo Mi-jung                          | Roménia · Andreea Andrei · Cristina Ghiță · Roxana Scarlat · Cristina Stahl               | França · Corinne Maitrejean · Astrid Guyart · Céline Seigneur · Adeline Wuillème |
| Sabre individual   | França · Anne-Lise Touya                                                                 | Rússia · Sofiya Velikaya                                                                  | Itália · Alessandra Lucchino                                                     |
| Sabre individual   | França · Anne-Lise Touya                                                                 | Rússia · Sofiya Velikaya                                                                  | Itália · Ilaria Bianco                                                           |
| Sabre por equipe   | Estados Unidos · Sada Jacobson · Caitlin Thompson · Rebecca Ward · Mariel Zagunis        | Rússia · Sofiya Velikaya · Ekaterina Fedorkina · Yelena Nechayeva · Svetlana Kormilitsyna | Hungria · Edina Csaba · Orsolya Nagy · Dora Varga · Gabriella Sznopek            |

## Quadro de medalhas
País sede
| Ordem | País           | Medalha de ouro | Medalha de prata | Medalha de bronze |    |
| ----- | -------------- | --------------- | ---------------- | ----------------- | -- |
| 1     | França         | 4               | 1                | 5                 | 10 |
| 2     | Rússia         | 2               | 3                | 2                 | 7  |
| 3     | Itália         | 2               | 2                | 2                 | 6  |
| 4     | Roménia        | 1               | 1                |                   | 2  |
| 5     | Polónia        | 1               |                  |                   | 1  |
|       | Coreia do Sul  | 1               |                  |                   | 1  |
|       | Estados Unidos | 1               |                  |                   | 1  |
| 8     | Alemanha       |                 | 2                | 2                 | 4  |
| 9     | Hungria        |                 | 1                | 2                 | 3  |
| 10    | China          |                 | 1                |                   | 1  |
|       | Estónia        |                 | 1                |                   | 1  |
| 12    | Ucrânia        |                 |                  | 2                 | 2  |
| 13    | Canadá         |                 |                  | 1                 | 1  |
|       | Países Baixos  |                 |                  |                   | 1  |
|       | Noruega        |                 |                  | 1                 | 1  |
| TOTAL | TOTAL          | 12              | 12               | 18                | 42 |